# (300009) 2006 UA53
(300009) 2006 UA53 es un asteroide perteneciente al cinturón de asteroides, descubierto el 17 de octubre de 2006 por el equipo del Mount Lemmon Survey desde el Observatorio del Monte Lemmon, Arizona, Estados Unidos.

## Designación y nombre
Designado provisionalmente como 2006 UA53.

## Características orbitales
2006 UA53 está situado a una distancia media del Sol de 3,024 ua, pudiendo alejarse hasta 3,562 ua y acercarse hasta 2,486 ua. Su excentricidad es 0,177 y la inclinación orbital 1,874 grados. Emplea 1921,39 días en completar una órbita alrededor del Sol.

## Características físicas
La magnitud absoluta de 2006 UA53 es 16,2.